# Cristina Rodlo
Cristina Rodríguez Lozano (Torreón, Coahuila, 21 de mayo de 1990) es una actriz mexicana de cine y televisión, conocida por sus papeles en las series Vuelve temprano (2016 - 2017) y en El Vato (2017). Ha protagonizado largometrajes como Fabiana en Perdida y como Suzu en el remake de 2019 de Miss Bala, e interpretó un papel principal como Ambar en la película de terror Nadie sale con vida en 2021.

## Biografía
Cristina Rodlo nació en Torreón, Coahuila, al norte de México. Participó en una producción teatral a los 11 años y desde ese momento decidió que quería ser actriz. Tras asistir a audiciones en Monterrey para una plaza en la American Musical and Dramatic Academy (AMDA) de Nueva York, a Roldo le ofrecieron una beca, sólo para que sus padres le dijeran que era inasequible. Buscó sin éxito el patrocinio de empresas locales, pero finalmente encontró a un político local que accedió a financiar el costo de su formación, por lo que, a los 18 años, dejó México para aprender interpretación en la AMDA de Nueva York.

## Carrera
Después de graduarse en la AMDA, Rodlo regresó a México, ya que le aconsejaron que «no parecía lo suficientemente mexicana» para conseguir papeles latinos estereotipados en los Estados Unidos de la época. Rodlo forjó una exitosa carrera en su país, apareciendo en las series El Vato y Vuelve temprano entre 2016-2017, consiguiendo finalmente una nominación a Mejor revelación femenina en los premios Diosas de Plata de 2016, por su interpretación de Jackie Ramírez en la película de 2015 Ladrones.
En 2019, Rodlo irrumpió en la televisión estadounidense con papeles como la Suma Sacerdotisa de la Muerte, Yaritza, en la serie de Amazon Prime, Too Old to Die Young  de 2019, y como Luz Ojeda en el drama histórico de AMC, The Terror. Ese mismo año, Rodlo interpretó a Suzu en el remake de 2019 de Miss Bala, con la coprotagonista Gina Rodríguez.
En 2020, se unió al reparto inaugural de 68 Whiskey para interpretar a la médico del ejército Rosa Álvarez, en una serie de televisión de comedia-drama militar estadounidense (supuestamente similar a M*A*S*H) producida por Ron Howard.
En 2021, interpretó el papel principal en la película de terror dirigida por Santiago Menghini Netflix Nadie sale con vida, junto a Marc Menchaca. La película se rodó en Bucarest, Rumanía, durante la pandemia de COVID-19.
En 2022, se unió al reparto en un papel principal como Talia Pérez para la segunda temporada de Halo junto al también debutante Joseph Morgan.
En 2023, interpretó a Aída en la serie Tengo que morir todas las noches, una serie sobre la cultura LGBT de 1980 en México, que era ilegal en ese momento.

## Filmografía

### Películas
| Año  | Título                  | Función          |
| ---- | ----------------------- | ---------------- |
| 2008 | Verano 79 (Corto)       | Eva              |
| 2011 | Red Hook Black          | Eva              |
| 2011 | Daydreamed (Corto)      | Michelle         |
| 2012 | La condenada            | Ana              |
| 2015 | Ladrones                | Jackie Ramírez   |
| 2015 | Victoria (Corto)        | Victoria         |
| 2016 | Juego de héroes         | Maro             |
| 2017 | Como te ves me vi       | Karla Quiñones   |
| 2018 | 11:11 (Corto)           | Alicia           |
| 2019 | Perdida                 | Fabiana          |
| 2019 | Miss Bala               | Suzu             |
| 2021 | El baile (cortometraje) | Cristina         |
| 2021 | Nadie sale con vida     | Ambar            |
| 2022 | El Vestido De La Novia  | Sara             |
| 2024 | El juego bonito         | Rosita Hernández |

### Televisión
| Año       | Título                                            | Función                 | Notas                         |
| --------- | ------------------------------------------------- | ----------------------- | ----------------------------- |
| 2012      | Pacientes                                         | Brenda                  | 2 episodios                   |
| 2013      | Las trampas del deseo (En. Las trampas del deseo) | Rubí                    | 9 episodios (Telenovela)      |
| 2013      | Fortuna                                           | Mónica Casasola         | Episodio #1.43                |
| 2013      | 24 Casetas                                        | Penélope                | 1 episodio                    |
| 2014      | Dos Lunas                                         | Melissa                 | 4 episodios                   |
| 2015      | El Capitán Camacho                                | Machu Joven             | Episodio 1.1                  |
| 2016-2017 | El Vato                                           | Mariana Gaxiola         | 23 episodios                  |
| 2016-2017 | 2091                                              | Enira                   | 12 episodios                  |
| 2016-2017 | Vuelve temprano (En. No llegues tarde)            | Isabel Urrutia Zavaleta | 92 episodios                  |
| 2019      | Too Old to Die Young                              | Yaritza                 | 6 episodios.                  |
| 2019      | Noches con Platanito                              | Invitado                | 1 episodio                    |
| 2019      | The Terror                                        | Luz Ojeda               | 10 episodios                  |
| 2017-2020 | Run Coyote Run                                    | Tisha                   | 2 episodios                   |
| 2020      | 68 Whiskey                                        | Rosa Alvarez            | 10 episodios                  |
| 2023      | Halo                                              | Talia Pérez             | Papel principal (temporada 2) |
| 2024      | Tengo que morir todas las noches                  | Aída Castillo           | 8 episodios                   |

## Premios y nominaciones
| Año  | Premio          | Categoría                                          | Trabajo nominado | Resultado | Ref.                |
| ---- | --------------- | -------------------------------------------------- | ---------------- | --------- | ------------------- |
| 2016 | Diosas de Plata | Mejor revelación femenina (Best Newcomer - Female) | Ladrones         |           | [ 13 ] [ 14 ] [ 3 ] |